# Liste der denkmalgeschützten Objekte in Leopoldsdorf im Marchfeld
Die Liste der denkmalgeschützten Objekte in Leopoldsdorf im Marchfeld enthält die 8 denkmalgeschützten, unbeweglichen Objekte der niederösterreichischen Marktgemeinde Leopoldsdorf im Marchfeld.

## Denkmäler
| Foto |                 | Denkmal                                                                        | Standort                                                        | Beschreibung | Metadaten |
| ---- | --------------- | ------------------------------------------------------------------------------ | --------------------------------------------------------------- | --- | --- |
| ja   | Datei hochladen | Kath. Pfarrkirche hl. Anna HERIS-ID: 10342 Objekt-ID: 6396                     | bei Am Anger 1 Standort KG: Breitstetten                        | Die auf die hl. Anna geweihte Pfarrkirche hat ein schlichtes, im Kern spätromanisches Langhaus mit steilem Satteldach. Sie wurde 1713 unter Beibehaltung des spätromanischen Rundchores barockisiert. Über diesem erhebt sich der 1807 errichtete achteckige Ostturm mit Pyramidenhelm. Im Norden steht die barocke Sakristei und im Westen eine kleine Vorhalle. | BDA-Hist.: Q22691441 Status: § 2a Stand der BDA-Liste: 2025-06-30 Name: Kath. Pfarrkirche hl. Anna GstNr.: 164 Saint Anne Church (Breitstetten)                  |
| ja   | Datei hochladen | Bauernhaus HERIS-ID: 10345 Objekt-ID: 6399                                     | Breitstetten 18 Standort KG: Breitstetten                       | Die im Kern aus der zweiten Hälfte des 18. Jahrhunderts stammenden Bauernhäuser Nr. 16, 17 und 18 bildeten eine bemerkenswerte Baugruppe mit Giebeln und zurückgesetzten Quertrakten, nach Abriss von 16 und 17 (siehe unter „ehemalige Denkmäler“) ist nur mehr dieses Haus erhalten. Ihre schlichte Putzgliederung erhielten sie in der Mitte des 19. Jahrhunderts. | BDA-Hist.: Q38064994 Status: Bescheid Stand der BDA-Liste: 2025-06-30 Name: Bauernhaus GstNr.: 12                                                                |
| ja   | Datei hochladen | Verwalterhaus des ehem. Schlosses Wienerwelten HERIS-ID: 10339 Objekt-ID: 6393 | Hauptstraße 14 Standort KG: Leopoldsdorf im Marchfelde          | Das ehemalige Verwalterhaus des 1945 völlig zerstörten Schlosses von Rudolf Wiener-Welten ist ein zweigeschoßiger, schlicht gegliederter Bau aus der zweiten Hälfte des 18. Jahrhunderts, mit einem vermutlich älteren Baukern. Zum Garten hin hat es eine segmentbogige Pfeilerarkadur mit Platzlgewölben zwischen zwei kurzen Seitenflügeln. Im Erdgeschoß sind manche Räume mit Stichkappentonnen ausgestattet. Die Einfahrt verfügt über ein Pfeilerportal mit Vasenaufsätzen. Über dem seitlichen Eingang befindet sich eine barocke Puttengruppe aus Stein. | BDA-Hist.: Q38064637 Status: Bescheid Stand der BDA-Liste: 2025-06-30 Name: Verwalterhaus des ehem. Schloss Wienerwelten GstNr.: 1                               |
| ja   | Datei hochladen | Ehem. Kindergartenkapelle HERIS-ID: 10726 Objekt-ID: 6788                      | Kempfendorf 2 Standort KG: Leopoldsdorf im Marchfelde           | Die an den Kindergarten angebaute Kapelle ist ein kleiner neugotischer Bau mit Spitzbogenfenstern und 3⁄8-Schluss. Das Spitztonnengewölbe im Inneren weist eine Sternenhimmelbemalung auf. | BDA-Hist.: Q38077584 Status: § 2a Stand der BDA-Liste: 2025-06-30 Name: Ehem. Kindergartenkapelle GstNr.: 393/1 Kindergartenkapelle (Leopoldsdorf im Marchfelde) |
| ja   | Datei hochladen | Nepomukkapelle HERIS-ID: 10340 Objekt-ID: 6394                                 | bei Kempfendorf 5 Standort KG: Leopoldsdorf im Marchfelde       | Die Wegkapelle in der Kempfendorferstraße ist ein schlichter Bau mit Dreieckgiebel, errichtet in der ersten Hälfte des 19. Jahrhunderts. Darin befindet sich eine Figur des Heiligen Johannes Nepomuk. | BDA-Hist.: Q38064664 Status: § 2a Stand der BDA-Liste: 2025-06-30 Name: Nepomukkapelle GstNr.: 203/13 Nepomukkapelle (Leopoldsdorf im Marchfelde)                |
| ja   | Datei hochladen | Kath. Pfarrkirche hl. Markus HERIS-ID: 10341 Objekt-ID: 6395                   | bei Kirchengasse 1 Standort KG: Leopoldsdorf im Marchfelde      | Die Pfarrkirche St. Markus ist ein spätbarocker Bau in der Mitte des Angers von Leopoldsdorf, der 1771–1774 über einem abgetragenen Vorgängerbau neu errichtet wurde. Die große Kirche ist weithin sichtbar und von einem Friedhof umgeben. Das mächtige, kubisch geschlossene Langhaus ist durch Putzrahmen und Spitzbogenfenster gegliedert. Bei dem nordöstlich angestellten, dreigeschoßigen Turm handelt es sich möglicherweise um einen ehemaligen Wehrturm.                                                                                                | BDA-Hist.: Q38064734 Status: § 2a Stand der BDA-Liste: 2025-06-30 Name: Kath. Pfarrkirche hl. Markus GstNr.: 25 Pfarrkirche Leopoldsdorf im Marchfelde           |
| ja   | Datei hochladen | Figurenbildstock hl. Florian HERIS-ID: 97233 Objekt-ID: 112988                 | bei Kirchengasse 24 Standort KG: Leopoldsdorf im Marchfelde     | Der Bildstock mit einer Figur des heiligen Florian wurde laut Inschrift 1803 renoviert. | BDA-Hist.: Q37769651 Status: § 2a Stand der BDA-Liste: 2025-06-30 Name: Figurenbildstock hl. Florian GstNr.: 58                                                  |
| ja   | Datei hochladen | Antoniuskapelle HERIS-ID: 97231 Objekt-ID: 112986                              | bei Raasdorfer Straße 2 Standort KG: Leopoldsdorf im Marchfelde | Die Antoniuskapelle am dreieckigen Platz in der Ortsmitte ist ein kleiner spätbarocker Bau aus dem späten 18. Jahrhundert mit einer Antoniusfigur aus dem 19. Jahrhundert | BDA-Hist.: Q37769641 Status: § 2a Stand der BDA-Liste: 2025-06-30 Name: Antoniuskapelle GstNr.: 203/13                                                           |

## Ehemalige Denkmäler
| Foto |                 | Denkmal                                            | Standort                                  | Beschreibung | Metadaten                                                                                         |
| ---- | --------------- | -------------------------------------------------- | ----------------------------------------- | --- | ------------------------------------------------------------------------------------------------- |
| ja   | Datei hochladen | Bauernhaus HERIS-ID: 10344 Objekt-ID: 6398bis 2023 | Breitstetten 17 Standort KG: Breitstetten | Die im Kern aus der zweiten Hälfte des 18. Jahrhunderts stammenden Bauernhäuser Nr. 16, 17 und 18 bilden eine bemerkenswerte Baugruppe mit Giebeln und zurückgesetzten Quertrakten. Ihre schlichte Putzgliederung erhielten sie in der Mitte des 19. Jahrhunderts. Nachdem die beiden Gebäude jahrzehntelang vernachlässigt wurden, gab es 2023 einen Abbruchbescheid wegen Einsturzgefahr. | BDA-Hist.: Q38064923 Status: Bescheid Stand der BDA-Liste: 2023-06-05 Name: Bauernhaus GstNr.: 14 |
| ja   | Datei hochladen | Bauernhaus HERIS-ID: 10343 Objekt-ID: 6397bis 2024 | Breitstetten 16 Standort KG: Breitstetten | Die im Kern aus der zweiten Hälfte des 18. Jahrhunderts stammenden Bauernhäuser Nr. 16, 17 und 18 bilden eine bemerkenswerte Baugruppe mit Giebeln und zurückgesetzten Quertrakten. Ihre schlichte Putzgliederung erhielten sie in der Mitte des 19. Jahrhunderts. In der Einfahrt von Nr. 16 ist eine mit 1775 bezeichnete, geschnitzte und bemalte Holzdecke aus der ehemaligen Wohnstube zu sehen. Der Flur hat ein Kappengewölbe auf Gurtbögen. Nachdem die Gebäude Nr. 16 und Nr. 17 jahrzehntelang vernachlässigt wurden, gab es 2023 einen Abbruchbescheid wegen Einsturzgefahr. | BDA-Hist.: Q38064858 Status: Bescheid Stand der BDA-Liste: 2024-06-15 Name: Bauernhaus GstNr.: 17 |